# Långben Rese
Långben Rese är en mytologisk jätte i nordiska folkvisor. Enligt traditionen skall han ha hållit till i Skottfjället nära Brattön i Bro socken i Bohuslän. Han är mest känd för sin tvekamp med den danska sagohjälten Vidrik Verlandsson, som resulterade till att Vidrik segrar och hugger huvudet av jätten. Resen skall då ha, huvudlöst, sprungit ner till gården Bjälkebräcka i Hallinden, och där fått sin huvudlösa kropp begraven i en treuddsformad stensättning. Huvudet skall ha begravts i ett istida klapperstensfält, som i bygden kallas för "Långbene rös".